# Montecristi
Pour les articles homonymes, voir Montecristi (homonymie).
Montecristi est une ville située en Équateur, dans la province de Manabí. Elle est la capitale du canton de Montecristi.
La population de la ville était de 14 636 habitants au recensement de 2001.